# Edward Bernays
Pour les articles homonymes, voir Bernays.
Œuvres principales
Propagande
La Cristallisation de l'opinion publique (1923)
Edward Louis Bernays (en anglais : [ˈɛdwɚd luəs bɚˈneɪz], en allemand : [ˈɛtvaʁt luis bɛɐ̯ˈnaɪs]), né à Vienne (Autriche) le 22 novembre 1891 et mort à Cambridge (Massachusetts) le 9 mars 1995, est un publicitaire austro-américain.
Il est considéré comme le père de la propagande politique et d'entreprise, ainsi que de l'industrie des relations publiques, qui ont fortement contribué à développer le consumérisme américain.

## Biographie

### Famille
Edward Bernays naît à Vienne en 1891. Ses parents émigrent aux États-Unis l'année suivante.
Il est à deux titres le neveu du psychanalyste Sigmund Freud,, neveu germain et neveu par alliance, :
- son père, Ely Bernays (1860-1923), est le frère de Martha Bernays, l'épouse de Freud,
- sa mère, Anna Freud (1858-1955) est l'une des sœurs de Freud[7].

Ascendance d'Edward Bernays.

Il a entretenu une correspondance avec lui, conservée dans les archives de Sigmund Freud à la bibliothèque du Congrès à Washington, lettres qui sont, selon la psychologue clinicienne, Sandrine Aumercier, empreintes d'« ambiguité » et si Freud semble avoir compté sur Edward Bernays pour l'aider à transmettre la psychanalyse en Amérique, cela s'est accompagné de difficultés de traduction, d'édition et de diffusion culturelle de celle-ci tandis que Freud est toujours resté critique vis-à-vis de l'usage qui en a été fait outre-Atlantique.
Il a publié en 1965 son autobiographie.
Son grand-oncle, le philologue Jacob Bernays, fut « le premier juif pratiquant à être nommé à un poste proprement universitaire dans l'Allemagne du dix-neuvième siècle ».
Il a été marié à l'écrivaine et activiste féministe Doris E. Fleischman (en) avec qui il a eu deux filles, Doris et Anne Bernays (en).
Il est le grand-oncle paternel de Marc Randolph (né en 1958), le cofondateur et premier PDG de Netflix.

### Formation
Edward Bernays se prépare à une carrière agricole, à l'université Cornell. Il devient journaliste, puis (en 1912) rédacteur et coéditeur d'une revue médicale (Medical Review of Review) ; et enfin agent de presse.

### Carrière
Son œuvre aborde des thèmes communs à Walter Lippmann, souvent considéré comme son mentor, notamment en ce qui concerne la manipulation de l'opinion publique.

#### Commission Creel: participation à l'effort de guerre
En 1916, le président Woodrow Wilson devait sa réélection à une position pacifiste utilisant le slogan « Grâce à moi, l'Amérique est restée en dehors du conflit européen », notamment dans son discours « La paix sans la victoire » du 22 janvier 1917.
En 1917, durant la Première Guerre mondiale, Edward Bernays fait partie du Committee on Public Information (ou commission Creel) créé le 14 avril 1917 (après l'entrée en guerre le 6 avril) par le président Wilson pour mettre sur pied un arsenal mental, une machinerie destinée à retourner l'opinion publique américaine et à accompagner l'effort de guerre, faisant de la propagande durant la Première Guerre mondiale (en) les prémices d'une « science ».

#### Conseiller en relations publiques
En juin 1919, alors âgé de 28 ans, Edward Bernays crée sa propre agence de relations publiques à New York. Ce cabinet était dénommé « Direction de publicité » puis, jugeant le mot propagande trop péjorativement connoté, Bernays rebaptise son cabinet « conseiller en relations publiques », se référant déjà explicitement à la propagande apprise lors de son passage à la commission Creel pendant la Première Guerre mondiale, expression dont il revendique la paternité.
À New York, il promeut une pièce de théâtre intitulée Damaged Goods, une traduction de Les Avariés d'Eugène Brieux.

##### Mode de vie américain
Partie intégrante de l'American way of life, le petit-déjeuner (breakfast) avec œufs au plat ou brouillés et lard (bacon) vient d'une campagne commerciale d'Edward Bernays financée par une compagnie agroalimentaire. Pour promouvoir ce petit-déjeuner copieux, il commande une étude à plusieurs dizaines de leaders d'opinion (médecins dans le domaine de la nutrition et de la santé) qui le recommandent, Edward Bernays transmettant cette étude à 4 000 médecins qui relayent cette recommandation à leurs patients. En quelques années, ce petit-déjeuner copieux devient une institution aux États-Unis.

##### Industrie du tabac

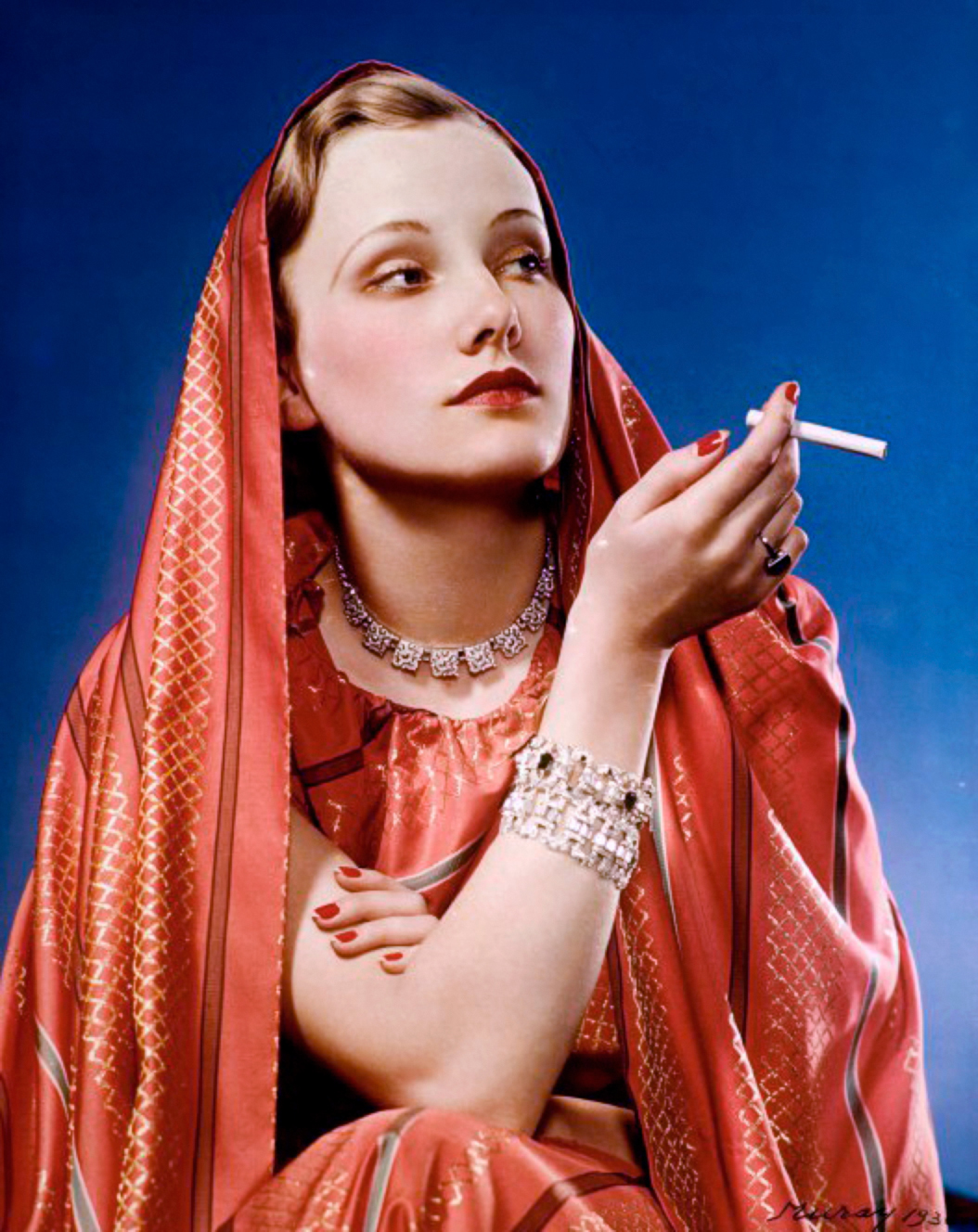
Publicité « Girl in Red » pour Lucky Strike ; prise de vue par Nickolas Muray, un photographe engagé par Edward Bernays pour aider à populariser la minceur féminine et la cigarette.

Dans le domaine des relations publiques et de la publicité, Edward Bernays met au point les méthodes d'incitation à la consommation pour des firmes comme Lucky Strike.
Dans les années 1920, les fumoirs étaient réservés aux hommes. Edward Bernays fait transgresser l'interdit de la cigarette féminine qui pouvait avoir une connotation sexuelle pour les femmes (analyses psychanalytiques expliquant que la cigarette est le symbole du pénis) afin qu'elles conquièrent ce symbole du pouvoir masculin.
Lorsqu'il commence à travailler pour l'American Tobacco Company (en), Edward Bernays se voit confier l'objectif d'augmenter les ventes de Lucky Strike chez les femmes. La première stratégie consista à persuader les femmes de fumer des cigarettes au lieu de manger pour mincir. Bernays commença par promouvoir l'idéal de minceur lui-même, en faisant appel à des photographes, des artistes, des journaux et des magazines pour promouvoir la beauté des femmes minces. Les autorités médicales se mirent à encourager de fumer des cigarettes plutôt que manger des sucreries et on persuada les ménagères que garder des cigarettes à portée de main était une nécessité sociale.
La première campagne réussit. Les femmes se mirent à fumer plus de cigarettes et l'American Tobacco Company augmenta ses revenus. Lucky Strike devint alors le leader du marché en termes de croissance. Mais un tabou demeurait sur le tabagisme des femmes en public. Edward Bernays consulta le psychanalyste Abraham Brill, selon qui il était normal que les femmes veuillent fumer, du fait de leur émancipation, de leurs désirs réprimés, de porter moins d'enfants et de faire le travail d'hommes ou de leur ressembler, ce qui fait de la cigarette un étendard de liberté,. Edward Bernays recruta alors dans cette optique un groupe de femmes pour fumer des cigarettes « torches de la liberté » lors du défilé du dimanche de Pâques 1929 à New York. L'événement fut soigneusement scénarisé pour promouvoir le message voulu.

Edward Bernays écrit à ce propos : 

« Parce que l’événement devait apparaître comme une information neutre sans aspects publicitaires, les actrices devaient être exclues. D'autre part, si des jeunes femmes défendant le féminisme - du Parti des femmes, par exemple - pouvaient participer, et par là même faire de la publicité au mouvement, serait également positif… Si elles doivent être belles, elles ne doivent pas être trop stéréotypées. Trois pour chaque église devraient suffire. Bien sûr, elles ne doivent pas simplement fumer en descendant les marches de l'église. Elles doivent se joindre au défilé de Pâques, en soufflant la fumée de manière ostentatoire. »

 Le défilé se déroule comme prévu, tout comme la publicité qui suivit et des vagues de femmes se mirent à fumer à travers le pays.
Le 1er avril 1929 sur la Cinquième Avenue, à la demande de l'industrie cigarettière, qui cherchait à faire tomber le tabou de la consommation du tabac par les femmes, il a notamment organisé des visuels et le défilé médiatisé de « fumeuses » jeunes et jolies de Vogue. Elles affirmaient leur indépendance et leur émancipation par l'acte de fumer en public en revendiquant le slogan selon lequel elles avaient allumé « Les torches de la liberté (en) ».
Au début des années 1960, il participe à des campagnes de prévention anti-tabac.

##### Exposition universelle de New York (1939-1940)
En 1939, Edward Bernays promeut l’Exposition universelle de New York et la nomme Democracity, qui met en avant la fusion de la démocratie avec le capitalisme dont les entreprises privées sont la clé d'une vie réussie.

##### Renversement du gouvernement du Guatemala
En 1954, l'activité propagandiste d'Edward Bernays dans le domaine de la géopolitique s'exprime dans le soutien à la multinationale United Fruit Company (aujourd'hui Chiquita Brands International) et au gouvernement des États-Unis pour faciliter la réussite du renversement du président démocratiquement élu au Guatemala.
L'agence de presse Middle America Information Bureau d'Edward Bernays présente le président Jacobo Árbenz Guzmán comme un communiste. Cette propagande est relayée dans la plupart des médias américains.
D'après la biographie d'Edward Bernays par Larry Tye (en), l'expression « république bananière » est née au début du XXe siècle en référence à la domination de United Fruit Company sur des gouvernements corrompus d'Amérique centrale.

## Théories
Edward Bernays est souvent mentionné comme le père de la propagande moderne ou, plus précisément, de la propagande politique institutionnelle et de l'industrie des relations publiques,, et par suite comme celui du spin, autrement dit de la manipulation de l'opinion.

Il a été l'un des premiers à industrialiser la psychologie du subconscient pour « persuader » l'opinion publique malgré elle. Il a élaboré ses propres théories, probablement en combinant les idées de Gustave Le Bon sur la psychologie des foules, celles de Wilfred Trotter sur la psychologie sociale et celles de Freud sur la psychanalyse, bien que, selon la psychologue clinicienne Sandrine Aumercier, Bernays « avouait ne rien connaître à la psychanalyse » mais faisait pourtant la promotion « personnelle et opiniâtre » de son lien avec Freud au point de « donner lieu à la diffusion d’affligeants amalgames » tel que celui d'un article de l’Atlantic Monthly publié en 1932 : 

« Contrairement à son oncle distingué [Freud], il [Bernays] n’est pas connu comme un praticien de la psychanalyse, mais il est un psychanalyste exactement de la même façon, parce qu’il travaille avec la science des processus mentaux inconscients. Son affaire est de traiter les actes mentaux inconscients par des actes conscients. Le célèbre docteur viennois est impliqué dans le traitement de la libido individuelle ; son neveu américain est engagé dans le traitement (et la direction) des désirs réprimés de la foule,. »

Pour lui, une foule ne peut pas être considérée comme pensante, seul le ça s'y exprime, c'est-à-dire les pulsions inconscientes. Il s'y adresse pour mieux vendre des produits grâce à des publicités ciblées sur les émotions.
En politique, il « vend » l'image des personnalités publiques, en créant par exemple le petit-déjeuner du président, où celui-ci rencontre des personnalités du show-biz. Il considère qu'une minorité intelligente doit avoir le pouvoir « démocratique » et que la masse populaire doit être modelée pour l'accepter,,.
Dans son ouvrage Les arrogants, Sophie de Mijolla-Mellor le cite, quand il parle lui-même d'« organiser le chaos » :

« La manipulation consciente, intelligente, des opinions et des habitudes organisées des masses joue un rôle important dans une société démocratique. Ceux qui manipulent ce mécanisme social imperceptible forment un gouvernement invisible qui dirige véritablement le pays. »

— E. Bernays, Propaganda, p. 18
Pour Edward Bernays en effet :

« La propagande est l’organe exécutif du gouvernement invisible »

— E. Bernays, Propaganda, p. 18
Au ministère du Reich à l'Éducation du peuple et à la Propagande, Joseph Goebbels s'est inspiré de ses recherches. En évoquant « ce neveu de Sigmund Freud émigré aux États-Unis [...] considéré comme celui qui a mis au point les techniques publicitaires modernes », la psychanalyste Sophie de Mijolla-Mellor, précise en note qu'Edward Bernays « se réclamera volontiers de son oncle voire recrutera directement des psychanalystes, Abraham Arden Brill notamment, comme aide pour améliorer la conception de ses campagnes publicitaires ». Elle ajoute : « Ironie féroce de l’Histoire : ses livres Crystallizing public opinion (1923) et Propaganda (1928) seront largement utilisés par Goebbels ! ».
Par ses travaux sur l'inconscient à l'usage des entreprises, Edward Bernays a contribué à l'émergence du marketing moderne, en inspirant fortement les pionniers de la discipline tels que Louis Cheskin et Ernest Dichter.
Il est aussi associé à Henry Ford comme l'un des pères du consumérisme américain.

## Reconnaissance
En automne 1990, le magazine Life le classe parmi les cent Américains les plus importants du XXe siècle,.

## Publications
- (en) Crystallizing public opinion, New York, Kessinger, 2004 (1re éd. 1923) (ISBN 978-1-4179-1508-8, OCLC 57447564)
- Propaganda : Comment manipuler l'opinion en démocratie  (trad. Oristelle Bonis, préf. Normand Baillargeon), Paris, Zones / La Découverte, 2007 (1re éd. 1928), 144 p. (ISBN 978-2-35522-001-2, OCLC 1028532930, présentation en ligne, lire en ligne [PDF])
- (en) Speak up for democracy : what you can do - a practical plan of action for every American citizen, New York, Viking Press, 1940 (OCLC 1165327)
- (en) Public relations, Boston, Bellman, coll. « Vocational and professional monographs » (no 58), 1945 (OCLC 5458074)
- (en) Engineering of Consent : a scientific approach to public relations, University of Oklahoma Press, décembre 1969, 246 p. (ISBN 978-0-8061-0328-0, OCLC 468791943)

### Filmographie
- 2002 : Le siècle du Moi[21] d'Adam Curtis, BBC.
- 2017 : Propaganda - La fabrique du consentement[38] de Jimmy Leipold, Arte

### Radio
- 2007 : « Propaganda, d’Edward Bernays, ou comment manipuler l’opinion en démocratie »[39], Là-bas si j'y suis de Daniel Mermet
- 2009 : « L'avenir de la croissance »[35], conférence de Bernard Stiegler, Ars Industrialis
- 2018 : « À l'origine des fausses nouvelles, l'influence méconnue d'Edward Bernays »[40], interview de Julie Timmerman (auteure d'Un démocrate, pièce de théâtre sur Edward Bernays) par Cécile de Kervasdoué sur France Culture

### Théâtre
- 2016 : Un démocrate de Julie Timmerman[41] (texte, mise en scène) avec la compagnie Idiomécanic Théâtre au Théâtre des Quartiers d'Ivry, les Théâtrales Charles Dullin